# T-Spoon
T-Spoon este un grup de eurodance din Olanda. Au fost fondați în 1991 de compozitorul Remy de Groot (alias Prince Peration) și le-a fost oferit un contract de casa de discuri, No More Music. Cea mai cunoscută melodie a lor este „Sex on the Beach”.

## Discogfie

### Albume de studio
| Joy, Life & Pain                        | - Data lansare: October 1994 - Label: Alabianca Records - Formats: CD             | 71 |
| Lexicon of Melody                       | - Data lansare: septembrie 1996 - Casa de discuri: Alabianca Records - Format: CD | 76 |
| The Hit Collection                      | - Data lansare: septembrie 1997 - Casa de discuri: Alabianca Records - Format: CD | 15 |
| T-Spoon                                 | - Data lansare: aprilie 1999 - Casa de discuri: Alabianca Records - Format: CD    | —  |
| "—" denotes releases that did not chart |                                                                                   |    |

### Singleuri
| 1993                                    | "No Time 2 Waste"                    | 26 | —  | 10 | —  | —  |              | Joy, Life & Pain   |
| 1994                                    | "Take Me 2 the Limit"                | 28 | —  | 9  | —  | —  |              | Joy, Life & Pain   |
| 1994                                    | "Where R U Now" (featuring Jean Shy) | 26 | —  | 10 | —  | —  |              | Joy, Life & Pain   |
| 1995                                    | "Mercedes Benz" (featuring Jean Shy) | 28 | —  | 7  | —  | —  |              | Joy, Life & Pain   |
| 1995                                    | "See the Light"                      | —  | —  | 19 | —  | —  |              | Joy, Life & Pain   |
| 1995                                    | "A Part of My Life"                  | —  | —  | 17 | —  | —  |              | Lexicon of Melody  |
| 1996                                    | "Rockstar"                           | —  | —  | 23 | —  | —  |              | Lexicon of Melody  |
| 1996                                    | "Someone Loves You Honey"            | —  | —  | 27 | —  | —  |              | Lexicon of Melody  |
| 1996                                    | "Smiling"                            | —  | —  | 18 | —  | —  |              | Lexicon of Melody  |
| 1997                                    | "Fly Away"                           | —  | —  | 90 | —  | —  |              | Lexicon of Melody  |
| 1997                                    | "Sex on the Beach"                   | 4  | 3  | 5  | 6  | 2  | - UK: Silver | The Hit Collection |
| 1997                                    | "Message of Love"                    |    | —  | 76 | —  | —  |              | The Hit Collection |
| 1998                                    | "Tom's Party"                        | 28 | 23 | 57 | 13 | 27 |              | Single only        |
| 1999                                    | "Got 2 Get U Back"                   | —  | —  | 54 | —  | —  |              | T-Spoon            |
| 1999                                    | "Summerlove"                         | —  | —  | 14 | —  | —  |              | T-Spoon            |
| 1999                                    | "I Want to Be Your Man"              | —  | —  | 93 | —  | —  |              | T-Spoon            |
| 2000                                    | "F.O.O.T.B.A.L.L. / Delicious"       | —  | —  | 58 | —  | —  |              | T-Spoon            |
| 2004                                    | "Sex on the Beach 2004"              | —  | —  | 70 | —  | —  |              | Singles only       |
| 2009                                    | "No Time 2 Waste 2009"               | —  | —  | 94 | —  | —  |              | Singles only       |
| "—" denotes releases that did not chart |                                      |    |    |    |    |    |              |                    |